# (500411) 2012 TN114
(500411) 2012 TN114 es un asteroide perteneciente al cinturón de asteroides, descubierto el 18 de agosto de 2006 por el equipo del Spacewatch desde el Observatorio Nacional de Kitt Peak, Arizona, Estados Unidos.

## Designación y nombre
Designado provisionalmente como 2012 TN114.

## Características orbitales
2012 TN114 está situado a una distancia media del Sol de 3,166 ua, pudiendo alejarse hasta 3,447 ua y acercarse hasta 2,886 ua. Su excentricidad es 0,088 y la inclinación orbital 8,430 grados. Emplea 2058,29 días en completar una órbita alrededor del Sol.

## Características físicas
La magnitud absoluta de 2012 TN114 es 16,6.